# Juruti
Juruti est une municipalité brésilienne située dans l'État du Pará.

## Économie
- Mine de Juruti